# 1st Fighter Wing

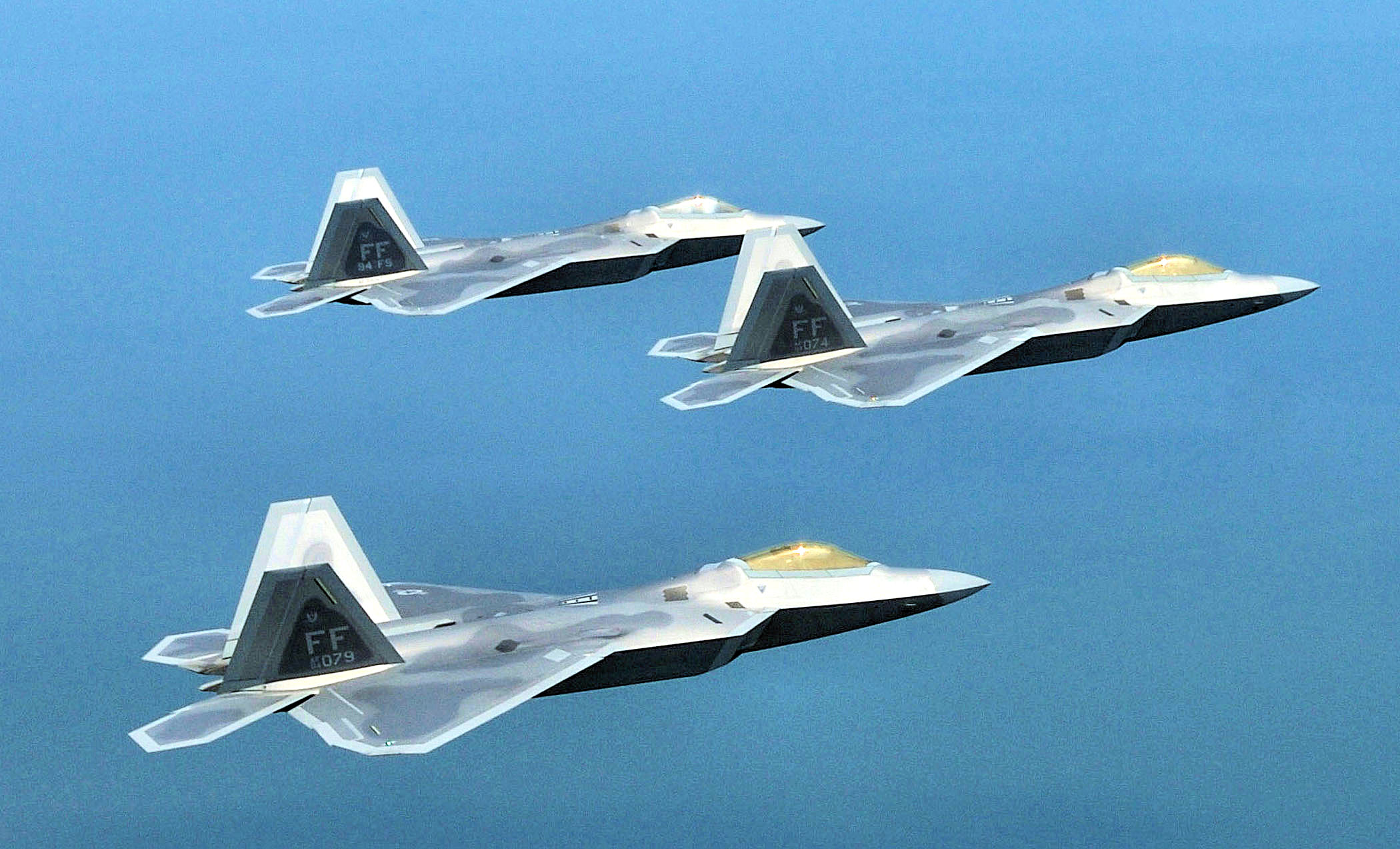
F-22A del 94th FS

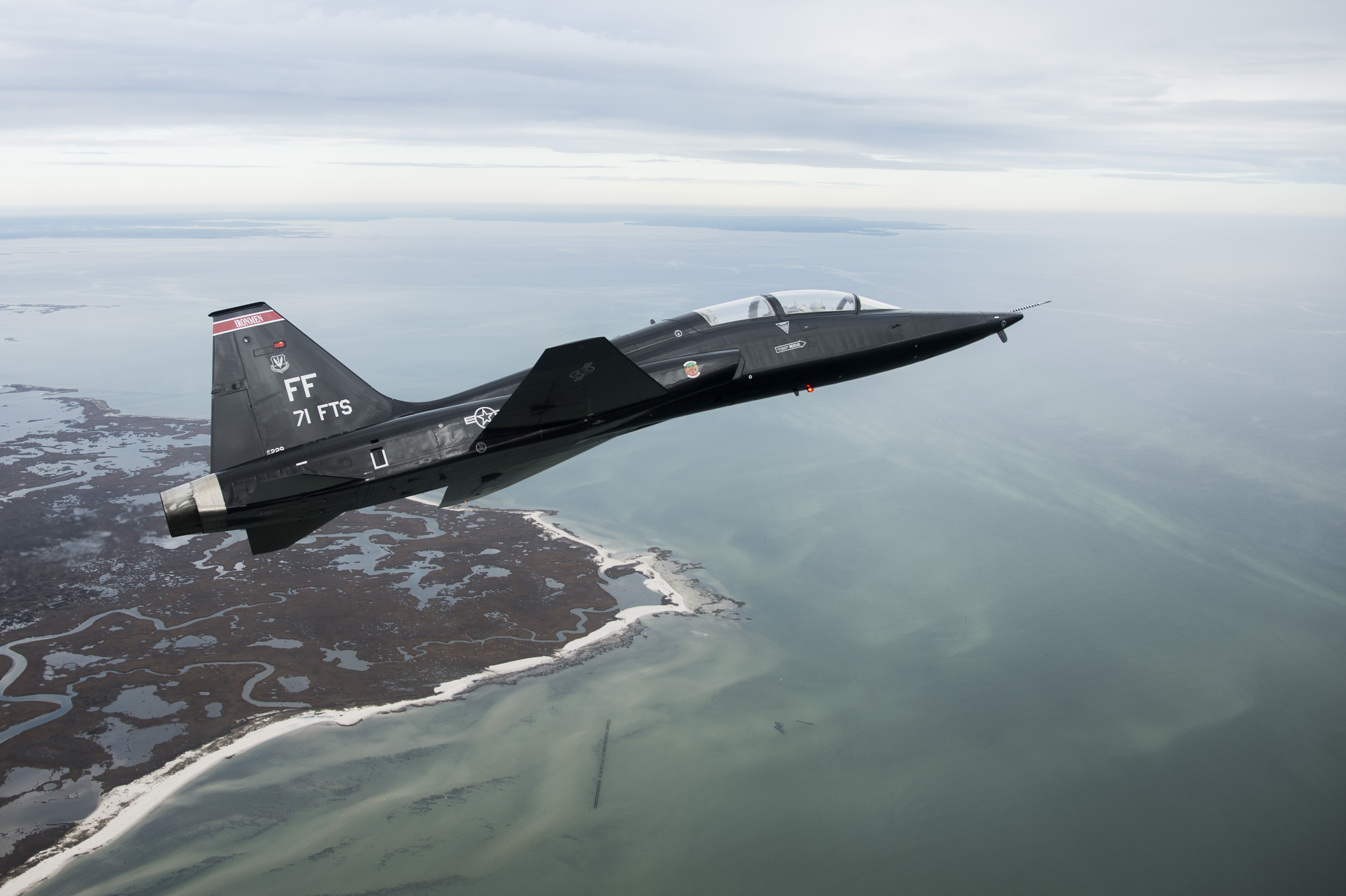
AT-38B del 71st FTS

Il 1st Fighter Wing è uno stormo Caccia dell'Air Combat Command, inquadrato nella Ninth Air Force. Il suo quartier generale è situato presso la Joint Base Langley-Eustis, in Virginia. 

## Missione
Allo stormo è associato il 192nd Fighter Wing, Virginia Air National Guard, il quale fornisce personale di supporto per l'addestramento e la manutenzione per i suoi 48 F-22A.

## Organizzazione
Attualmente, al maggio 2017, lo stormo controlla:
- 1st Operations Group
  - 1st Operations Support Squadron

| Unità                          | Insegna | Aereo impiegato         | Base | Numero | Profilo |
| ------------------------------ | ------- | ----------------------- | ---- | ------ | ------- |
| 27th Fighter Squadron          |         | F-22A Raptor            |      |        |         |
| 71st Fighter Training Squadron |         | F-22A Raptor e 6 AT-38B |      |        |         |
| 94th Fighter Squadron          |         | F-22A Raptor            |      |        |         |

- 1st Maintenance Group
  - 1st Aircraft Maintenance Squadron
  - 1st Maintenance Operations Squadron
  - 1st Maintenance Squadron